# Oleg Reidman
Oleg Reidman (în rusă Олег Рейдман; n. 21 mai 1952, Chișinău) este un politician moldovean, rusofon de etnie evreiască, membru fruntaș al PCRM, care între anii 2002 și 2009 a îndeplinit funcția de consilier pe probleme economice al Președintelui Republicii Moldova Vladimir Voronin, iar din 2009 este deputat în Parlamentul Republicii Moldova în patru legislaturi consecutive (aprilie-iulie 2009, iulie 2009-2010, 2010-2014, 2014-2018) pe listele Partidului Comuniștilor din Republica Moldova. A mai fost ales ca deputat și în Legislatura 2005-2009, dar a renunțat la mandat în favoarea postului de consilier prezidențial.
Este membru al comisiei parlamentare pentru economie, buget și finanțe.
A devenit membru PCUS în 1972. Din 2003 este membru PCRM; face parte din comitetul central al partidului.
Este căsători și are doi fii. Este vorbitor de limbă rusă, având cunoștințe și în română, franceză și engleză.
În anii 2005 și 2006, revista VIP Magazin l-a inclus pe Oleg Reidman în topul „Cei mai influenți moldoveni” pe poziția 14 și 9, respectiv.

## Viață personală
Oleg Reidman s-a născut în 1952 în Chișinău, RSS Moldovenească. Ambii săi părinți, Moisei și Hena (născută Lieberman), au luptat în armata sovietică în al doilea război mondial, iar după demobilizare s-au stabilit la Chișinău. A studiat la Universitatea din Voronej, fiind de profesie radio-fizician. În perioada 1974-1977 a slujit în armata sovietică, ca inginer militar.
Reidman este căsătorit și are 2 băieți. Unul din ei, Roman, locuiește în Israel. Cunoaște rusă, română, franceză și engleză.

## Controverse

### Implicarea înfurtul miliardului
Deputatul comunist Oleg Reidman ar fi unul din personajele cheie în frauda bancară şi spălarea ulterioară a banilor, conform raportului „Republica offshore”, făcut public în 2022 de Comitetul Consultativ Independent Anticorupție (CCIA). În raport scrie: "Reidman a susținut o agendă legislativă care a facilitat intrarea fluxurilor financiare în Moldova la mijlocul anilor 2000, iar în 2013 a condus o comisie parlamentară specială care a recomandat emiterea suplimentară de acțiuni la BEM ca soluție la problemele de capitalizare, ceea ce, ulterior, i-a permis lui Ilan Șor să obțină controlul asupra băncii".